# جولي ووجتا
جولي ووجتا (بالإنجليزية: Julie Wojta)‏ مواليد 9 أبريل 1989 في فرانسيس كريك، هي لاعبة كرة سلة أمريكية. تم اختيارها من قبل فريق مينيسوتا لينكس خلال الدرافت. لعبت مع مينيسوتا لينكس وسان أنطونيو ستارز.

## روابط خارجية
- جولي ووجتا على موقع الاتحاد الوطني لكرة السلة النسائية (الإنجليزية)
- جولي ووجتا على موقع كرة السلة الأوروبية.كوم (الإنجليزية)
- جولي ووجتا على موقع كلية كرة السلة في سبورتس رفرنس.كوم (الإنجليزية)
- جولي ووجتا على موقع بروبوليرز (الإنجليزية)
- جولي ووجتا على موقع سبورتس رفرنس (الإنجليزية)